# Titanidiops vankhede
Espèce
Synonymes
- Idiops vankhede Siliwal, Hippargi, Yadav & Kumar, 2020

Titanidiops vankhede est une espèce d'araignées mygalomorphes de la famille des Idiopidae.

## Distribution
Cette espèce est endémique du Maharashtra en Inde,. Elle se rencontre vers Solapur.

## Description
Le mâle holotype mesure 10,22 mm et la femelle paratype 16,20 mm.

## Systématique et taxinomie
Cette espèce a été décrite sous le protonyme Idiops vankhede par Siliwal, Hippargi, Yadav et Kumar en 2020. Elle est placée dans le genre Titanidiops par Schwendinger, Huber et Hongpadharakiree en 2024.

## Étymologie
Cette espèce est nommée en l'honneur de Ganesh Vankhede.

## Publication originale
- Siliwal, Hippargi, Yadav & Kumar, 2020 : « Five new species of trap-door spiders (Araneae: Mygalomorphae: Idiopidae) from India. » Journal of Threatened Taxa, vol. 12, no 13, p. 16775-16794 (texte intégral).